# Lloyd Knibb
Lloyd Knibb, często niepoprawnie Knibbs (ur. 8 marca 1931 w Kingston, zm. 12 maja 2011 tamże) – jamajski perkusista, muzyk sesyjny Studia One Clementa "Sir Coxsone'a" Dodda, współzałożyciel i wieloletni członek zespołu The Skatalites; jeden z prekursorów muzyki ska i rocksteady.

## Życiorys
Urodził się i dorastał przy 116 West Street w Kingston (choć niektóre źródła jako miejsce jego urodzenia podają region Portland). Już jako dziecko skonstruował sobie własny zestaw perkusyjny z drewnianych pudełek i puszek po farbie. Jednocześnie w wolnych chwilach podglądał koncertujące w okolicy jazzowe big bandy; jego pierwszym idolem został Donald Jarrett, perkusista i lider grupy The Jump Sultans Orchestra, która swoje miejsce prób miała w budynku nieopodal rodzinnego domu młodego Lloyda. Innym źródłem inspiracji byli dla niego rastafariańscy bębniarze, przygrywający na rogach ulic na pokrytych koźlą skórą kotłach. Okazją do obserwowania ich występów była dorywcza praca Lloyda, który pomagał swojej cioci w sprzedaży jedzenia domowej roboty w różnych miejscach stolicy.
Pierwszy profesjonalny angaż udało mu się zdobyć dzięki zaprzyjaźnionemu trębaczowi z jazz bandu saksofonisty Vala Bennetta. Knibbs występował z Val Bennett Orchestra przez sześć lat, grając z takimi osobowościami jak Ernest Ranglin czy Jerome "Jah Jerry" Haynes. Po rozpadzie grupy w roku 1952 przeprowadził się do wschodniej części miasta. Od tej pory stał się częstym bywalcem organizowanych w Wareika Hills przez Counta Ossiego rastafariańskich sesji bębniarsko-jazzowych, w czasie których akompaniował charyzmatycznemu rasta, Samowi Brownowi; poznał tam także puzonistę Dona Drummonda i saksofonistę Tommy’ego McCooka, przyszłych kolegów z zespołu. Przede wszystkim jednak miał w czasie owych spotkań okazję poznać z bliska rastafariańską technikę gry na bębnach, znaną jako "burru" lub też "nyabinghi", która wkrótce stała się dla niego inspiracją do zrewolucjonizowania jamajskich brzmień.
Na przełomie lat 1953/54 dołączył do innego jazz bandu, prowadzonego przez Erica Deansa. Tam szlifował swoje umiejętności, grywając w hotelach i nocnych klubach na Karaibach z takimi muzykami jak wspomniani wcześniej Ranglin, Drummond i McCook, a także Rico Rodriguez, Lloyd Brevett, Oswald "Baba" Brooks, Roland Alphonso czy też Lester "Ska" Sterling. Wszyscy oni, włącznie z samym Knibbem, byli regularnie angażowani przez Clementa "Sir Coxsone'a" Dodda jako muzycy sesyjni najpierw w wynajmowanym od Kena Khouriego Federal Studio, zaś od roku 1962 w jego własnym Studiu One. To właśnie Dodd wpadł na pomysł stworzenia mającej je wesprzeć supergrupy, do której zaprosił najwybitniejszych spośród pracujących dla niego wykonawców. Jednocześnie udało mu się namówić perkusistę, by ten zagrał jakiś zupełnie nowy, świeży takt. Mając w pamięci charakterystyczne brzmienia rastamańskich bębnów, a także będąc pod wrażeniem zasłyszanego w radiu amerykańskiego R&B, Knibb zaczął grać akcentując na drugim i czwartym uderzeniu, stając się w ten sposób pomysłodawcą znaku rozpoznawczego muzyki ska. Wkrótce potem udało mu się przekonać początkowo niechętnego saksofonistę McCooka by został liderem całej formacji, i tak późną wiosną 1964 roku narodzili się The Skatalites – najsłynniejszy zespół ska wszech czasów, który mimo iż istniał tylko przez niewiele ponad rok, zdołał w tym czasie zrewolucjonizować całą muzykę jamajską.
Po rozłamie do jakiego z różnych przyczyn doszło w sierpniu 1965 roku, The Skatalites podzielili się na dwie formacje, z których jednej przewodził Alphonso (The Soul Brothers, później The Soul Vendors), drugiej zaś McCook (The Supersonics). Knibb zdecydował się dołączyć do zespołu tworzonego przez McCooka, w którego brzmieniu dominowało już wówczas nieco wolniejsze rocksteady. Jeszcze przez jakiś czas grywał także dla Coxsone'a, jednak wraz z nadejściem ery reggae zdecydował się zawiesić karierę i przez sześć lat pracował, grając na "Star Water" i "The Bahama Star", dwóch wielkich statkach wycieczkowych kursujących po wyspach karaibskich. Po powrocie na scenę współpracował z dwójką dawnych przyjaciół ze Studia One: najpierw przez dwanaście lat z pianistą jazzowym Cecilem Lloydem, a przez kolejnych siedem lat z wibrafonistą Lenem Hibbertem w Ocho Rios. W międzyczasie, w roku 1975, większość dawnych członków założycieli The Skatalites, a wśród nich Knibb, zebrało się na pierwszej od niemal dekady wspólnej sesji, której efekty usłyszeć możemy na "solowym" albumie Brevetta African Roots. Była to niejako zapowiedź reaktywacji zespołu, do której faktycznie doszło wstępnie na przełomie czerwca i lipca 1983 roku (pamiętny koncert na festiwalu Reggae Sunsplash w Montego Bay), a na stałe w roku 1986. Knibb, który w międzyczasie osiedlił się w miasteczku Hull w amerykańskim stanie Massachusetts, również dołączył do składu reaktywowanej grupy. Z niewielkimi przerwami The Skatalites okazjonalnie nagrywają i koncertują do dziś, mimo iż w roku 1998 zmarli zarówno Alphonso, jak i McCook.
Po raz ostatni Knibb wystąpił z The Skatalites w kwietniu 2011 roku, podczas koncertu w Limie w Peru. W związku ze nowotworem złośliwym wątroby zdecydował się podjąć leczenie w USA. Dowiedziawszy się jednak od amerykańskich lekarzy w Bostonie, że zostało mu jedynie kilka dni życia, poprosił aby pozwolono mu odejść na Jamajce, wśród rodziny i przyjaciół. Zmarł 12 maja 2011 roku w swoim rodzinnym domu w dzielnicy Harbour View w Kingston. Pozostawił żonę Enid (byli małżeństwem ponad 50 lat), z którą miał czwórkę dzieci: Merricka, Donna, Claudię i Dion, a także dwóch synów z poprzedniego małżeństwa, Marka i Conrada. Jego pogrzeb odbył się 28 maja na lokalnym cmentarzu przy kościele pod wezwaniem św. Piotra i Pawła przy Old Hope Road. W ceremonii udział wzięło wielu znanych muzyków (m.in. perkusista Sly Dunbar), zaś mowy pogrzebowe połączone ze wspomnieniem artysty wygłosili dyrektor Jamaica Music Museum Herbie Miller oraz minister kultury Olivia Grange.